# Изабел Ферман
Изабел Ферман (енгл. Isabelle Fuhrman; 25. фебруар 1997, Вашингтон, САД) америчка је глумица.

## Биографија
Рођена је 25. фебруара 1997. године у Вашингтону, а детињство је провела у Атланти. Њена мајка Елина је новинарка и пореклом је из Совјетског Савеза, а отац Ник је био председник Републиканске странке. Млађа сестра Медлин је такође глумица. Глумачка каријера Изабел Ферман започела је 2006. године мањом улогом у ТВ-серији Праведност. Глумила је и у серији Шапат духова из 2008. године. Најпознатија је по улози Естер у филму Сироче.